# Кіль Йон А
Кіль Йон А  (кор. 길 영아; нар. 11 квітня 1970, Ансан, Провінція Кьонгі, Республіка Корея) — південнокорейська бадмінтоністка, олімпійська чемпіонка.

## Спортивні досягнення
Чемпіонка літніх Олімпійських ігор 1996 в Атланті в змішаному розряді (з Кім Донмуном). Срібна призерка літніх Олімпійських ігор 1996 в Атланті в жіночому парному розряді (з Чан Хеок). Бронзова призерка літніх Олімпійських ігор 1992 в Барселоні в жіночому парному розряді (з Сім Инджон).
Чемпіонка світу 1995 року в парному жіночому розряді (з Чан Хеок). Бронзова призерка чемпіонату світу 1993 року в парному жіночому розряді (з Чон Сойон) та чемпіонату світу 1991 року в парному жіночому розряді (з Сім Инджон).